# Heinrich Burchard
Heinrich Burchard (5 de octubre de 1894 - 11 de abril de 1945) fue un general en la Luftwaffe de la Alemania Nazi durante la II Guerra Mundial que comandó varias divisiones antiaéreas. Burchard se suicidó el 11 de abril de 1945.

## Condecoraciones
- Cruz de Caballero de la Cruz de Hierro el 31 de octubre de 1944 como Generalleutnant y comandante de la 7.ª División Antiárea[1][Note 1]